# Кшиштоф Беднарський
Кшиштоф Міхал Беднарський (пол. Krzysztof Michał Bednarski; нар. 25 липня 1953, Краків) — польський скульптор, творець об'єктів, інсталяцій та відеофільмів, плакатист.

## Біографія
Навчався на Факультеті скульптури Академії мистецтв у Варшаві, диплом під назвою «Повний портрет Карла Маркса» захистив в 1978 році під керівництвом професора Єжи Ярмушкевича. У цій роботі передав приховане глузування над Марксом та протест проти офіційної державної ідеології Польської Народної Республіки.
З 1976 по 1981 рік співпрацював із Театром Лабораторією Єжи Ґротовського. Займався проєктуванням плакатів, брав участь у паратеатральних ініціативах: «Special Project» (1975), «Нічний патруль» (1976-1977), «Захід Гора» (1977), «Захід Земля» (1977-1979), «Дерево Люди» (з 1979 року).
До цих мотивів митець повернеться і через 30 років — ті ж поняття, рухаючись по спіралі сортів — повертання до тієї ж точки на іншому рівні, в іншому історичному, мистецькому та особистісному контексті.
З 1978 року брав участь у численних скульптурних пленерах і симпозіумах в Польщі та за кордоном, в тому числі у Франції, Італії, Німеччині, США, Фінляндії, Австрії. В 1981-1987 роках творив кіноплакати, та виконував епізодичні ролі у фільмах.
Після запровадження воєнного стану в Польщі 13 грудня 1981 року займався створенням графічних проєктів для підпільних видань: «Tygodnik Wojenny», приватної газету «Hiny», робив обкладинки та ілюстрації до книжок, журналів, поштівок.
У 1986 році здійснив подорож до Екваторіальної Африки (Того, Бенін), котру вважав важливою для власного мистецького розвитку. У 1987 році він виявив неподалік  від Вісли покинутий корпус човна, який використав для створення установки Мобі Дік. Вона являє собою порізаний корпус човна, матеріалами до інсталяції були поліестер, стальні лінії, а поверхня покрита оливою. Із човна лунають звуки планет із записів NASA, оброблені комп'ютером. З 1992 року інсталяція стала власністю Музею мистецтва у Лодзі, але неодноразово виставлялася в інших містах Європи, причому в перероблюваних автором форматах.
З 1988 по 1989 рік перебував на стипендії італійського Міністерства закордонних справ, переїздить на постійне проживання до Риму, але підтримує постійні контакти із Польщею.
У 1994 році запроєктував проєкт пам'ятника Федеріко Фелліні в Ріміні, котрий досі перебуває в процесі реалізації. У 1996 році запрошений на один рік викладати до варшавської Академії образотворчих мистецтв в ранзі професора — заміщаючи професора Ґжеґожа Ковальського, котрий перебував у науковій відпустці.
У 1998 році отримав стипендію Міністра культури й мистецтва Польщі за внесок у поширення польського мистецтва за кордоном. В 1998-1999 роках відбував стипендіальну програму «Il Giardino» в Седжано. У 2002 році в рамках програми Євросоюзу «Культура 2000» взяв участь у міжнародному мистецькому проєкті «Global Village Garden». Отримав також стипендію «Leube Foundation» у Зальцбургу.
Мешкає в Римі.

## Нагороди
- Листопад 2004 — премія ім. Катажини Кобро (Лодзь, Польща)
- Грудень 2004 — Мистецька премія квартальника «Exit» (Варшава, Польща)